# Dinamo Kyzył
Dinamo Kyzył (ros. Футбольный клуб «Динамо» Кызыл, Futbolnyj Kłub "Dinamo" Kyzył) – rosyjski klub piłkarski z siedzibą w mieście Kyzył, założony w 1961.

## Historia
Chronologia nazw:
- 1961: Dinamo Kyzył (ros. «Динамо» Кызыл)

Piłkarska drużyna Dinamo została założona w Kyzyle w 1961 roku. W 1961, 1964, 1967, 1971, 1989 i 1990 zespół startował w rozgrywkach Pucharu Rosyjskiej RFSR wśród drużyn kultury fizycznej. Również w 1987 występował w Mistrzostwach Rosyjskiej RFSR wśród amatorów. W 2006 W 2006 zespół debiutował w rozgrywkach Mistrzostw Rosji wśród LFK oraz Pucharu Rosji wśród LFK.

## Sukcesy
- Puchar Republiki Tuwa w piłce nożnej:
  - zdobywca (5x): 1978, 2003, 2005, 2006, 2009.

## Inne
- Dinamo Abakan